# ويستمونت (كاليفورنيا)
ويستمونت (بالإنجليزية: Westmont CDP, California)‏ هي منطقة سكنية تقع بولاية كاليفورنيا في الولايات المتحدة. تبلغ مساحتها 4.785 كم2، وترتفع عن سطح البحر 66 م، بلغ عدد سكانها 31,853 نسمة في عام 2010 حسب إحصاء مكتب تعداد الولايات المتحدة وتصل الكثافة السكانية فيها 6,656.8 نسمة لكل كيلومتر مربع (17,241.0/ميل2).

## التركيبة السكانية
حدّد مكتب تعداد الولايات المتحدة بيانات التركيبة السكانية لويستمونت في تعداد الولايات المتحدة. في ما يلي، التركيبة السكانية حسب تعدادي 2000 و2010.

### تعداد عام 2000
بلغ عدد سكان ويستمونت 31,623 نسمة بحسب تعداد عام 2000، وبلغ عدد الأسر 9,255 أسرة وعدد العائلات 7,089 عائلة مقيمة في المنطقة السكنية. في حين سجلت الكثافة السكانية 6,608.8 نسمة لكل كيلومتر مربع (17,116.7/ميل2). وبلغ عدد الوحدات السكنية 10,186 وحدة بمتوسط كثافة قدره 2,128.7 لكل كيلومتر مربع (5,513.3/ميل2).
وتوزع التركيب العرقي للمنطقة السكنية بنسبة 11.76% من البيض و57.98% من الأمريكيين الأفارقة و0.60% من الأمريكيين الأصليين و0.38% من الأمريكيين ذوي الأصول الآسيوية و0.20% من سكان جزر المحيط الهادئ و25.77% من الأعراق الأخرى و3.31% من عرقين مختلطين أو أكثر و39.53% من الهسبانيون أو اللاتينيون من أي عرق.
بلغ عدد الأسر 9,255 أسرة كانت نسبة 56.4% منها لديها أطفال تحت سن الثامنة عشر تعيش معهم، وبلغت نسبة الأزواج القاطنين مع بعضهم البعض 33.9% من أصل المجموع الكلي للأسر، ونسبة 34.9% من الأسر كان لديها معيلات من الإناث دون وجود شريك، بينما كانت نسبة 7.9% من الأسر لديها معيلون من الذكور دون وجود شريكة وكانت نسبة 23.4% من غير العائلات. تألفت نسبة 19.2% من أصل جميع الأسر من عدة أفراد يعيشون في نفس المنزل ونسبة 5% كانت تتألف من شخص يعيش بمفرده يبلغ من العمر 65 عاماً أو أكثر. وبلغ متوسط حجم الأسرة المعيشية 3.41، أما متوسط حجم العائلات فبلغ 3.85.
بلغ العمر الوسطي للسكان 26.1 عاماً. وكانت نسبة 37.8% من القاطنين تحت سن الثامنة عشر، وكانت نسبة 10.5% بين الثامنة عشر والرابعة والعشرين عاماً، ونسبة 29.2% كانت واقعةً في الفئة العمرية ما بين الخامسة والعشرين والرابعة والأربعين عاماً، ونسبة 16.2% كانت ما بين الخامسة والأربعين والرابعة والستين، ونسبة 6% كانت ضمن فئة الخامسة والستين عاماً فما فوق. يوجد لكل 100 أنثى 86.7 ذكر، ويوجد لكل 100 أنثى في الثامنة عشر من عمرها فما فوق 78.5 ذكر.
بلغ متوسط دخل الأسرة في المنطقة السكنية 23,323 دولارًا، أما متوسط دخل العائلة فبلغ 23,712 دولارًا. وكان متوسط دخل الذكور 24,682 دولارًا مقابل 25,775 دولارًا للإناث. وسجل دخل الفرد الخاص بالمنطقة السكنية 9,765 دولارًا. وكانت نسبة 35.3% من العائلات ونسبة 36.9% من السكان تحت خط الفقر، وكان من هؤلاء نسبة 47% تحت سن الثامنة عشر ونسبة 22.1% في الخامسة والستين من العمر وما فوق.

### تعداد عام 2010
بلغ عدد سكان ويستمونت 31,853 نسمة بحسب تعداد عام 2010، وبلغ عدد الأسر 9,695 أسرة وعدد العائلات 7,093 عائلة مقيمة في المنطقة السكنية. في حين سجلت الكثافة السكانية 6,656.8 نسمة لكل كيلومتر مربع (17,241.0/ميل2). وبلغ عدد الوحدات السكنية 10,588 وحدة بمتوسط كثافة قدره 2,212.7 لكل كيلومتر مربع (5,730.9/ميل2).
وتوزع التركيب العرقي للمنطقة السكنية بنسبة 15.81% من البيض و51.05% من الأمريكيين الأفارقة و0.59% من الأمريكيين الأصليين و0.40% من الأمريكيين ذوي الأصول الآسيوية و0.10% من سكان جزر المحيط الهادئ و28.82% من الأعراق الأخرى و3.23% من عرقين مختلطين أو أكثر و46.69% من الهسبانيون أو اللاتينيون من أي عرق.
بلغ عدد الأسر 9,695 أسرة كانت نسبة 49% منها لديها أطفال تحت سن الثامنة عشر تعيش معهم، وبلغت نسبة الأزواج القاطنين مع بعضهم البعض 30.9% من أصل المجموع الكلي للأسر، ونسبة 32.9% من الأسر كان لديها معيلات من الإناث دون وجود شريك، بينما كانت نسبة 9.3% من الأسر لديها معيلون من الذكور دون وجود شريكة وكانت نسبة 26.8% من غير العائلات. تألفت نسبة 22.1% من أصل جميع الأسر من عدة أفراد يعيشون في نفس المنزل ونسبة 6.9% كانت تتألف من شخص يعيش بمفرده يبلغ من العمر 65 عاماً أو أكثر. وبلغ متوسط حجم الأسرة المعيشية 3.27، أما متوسط حجم العائلات فبلغ 3.78.
بلغ العمر الوسطي للسكان 29.9 عاماً. وكانت نسبة 31% من القاطنين تحت سن الثامنة عشر، وكانت نسبة 11.8% بين الثامنة عشر والرابعة والعشرين عاماً، ونسبة 26.9% كانت واقعةً في الفئة العمرية ما بين الخامسة والعشرين والرابعة والأربعين عاماً، ونسبة 21.9% كانت ما بين الخامسة والأربعين والرابعة والستين، ونسبة 8.4% كانت ضمن فئة الخامسة والستين عاماً فما فوق. وتوزع التركيب الجنسي للسكان بنسبة 46.5% ذكور و53.5% إناث.